# Acer rueminianum
Acer rueminianum é uma espécie de árvore do gênero Acer, pertencente à família Aceraceae.